# Dona Sarkar
Dona Sarkar es la jefa del Programa Windows Insider en Microsoft. Dona Sarkar asistió a la Universidad de Míchigan, donde estudió Ciencias informáticas.Después se unió a Autodesk en prácticas, donde convirtió el popular software AutoCAD de la compañía en una versión previa gratuita para la web.

## En Microsoft
En 2005 se unió a Microsoft como ingeniera de software para el equipo de Windows. Posteriormente, trabajó como desarrolladora principal de Windows Vista en funciones relacionadas con los dispositivos, como por ejemplo la integración de AutoPlay, Bluetooth y Blu-ray en Windows. En Windows 7 y 8, fue la responsable de la experiencia de búsqueda de Windows. Dirigió los equipos que crearon el cuadro de búsqueda en el Menú Inicio de Windows 7, la herramienta del explorador de archivos y los cuadros de diálogo de abrir/guardar. Dirigió la evolución de la búsqueda para tabletas Windows 8 y para encontrar aplicaciones, ficheros y configuraciones. También ha hecho de la integración de los comentarios de los usuarios Windows su especialidad, habiendo liderado los programas comunitarios y beta de Windows durante años. Posteriormente dirigió el programa de participación de los programadores para las Microsoft HoloLens, permitiendo a los entusiastas hacer experiencias hologràfiques enriquecedoras en la Universal Windows Platform. Impartió clases en la Microsoft Holographic Academy y recientemente creó el acto inaugural de #HoloHacks Hackathon en Seattle.
El 1 de junio de 2016, Sarkar sustituyó a Gabe Aul como jefa del Programa Windows Insider de Microsoft.

## Otros
Además de ser ingeniera, Sarkar es una aspirante a diseñadora de moda, una bloguera de moda, oradora y autora de cuatro libros, entre los que se incluyen novelas y relatos y también un libro de asesoramiento profesional.